# 学校法人桐光学園
学校法人桐光学園（がっこうほうじんとうこうがくえん）は、神奈川県川崎市に所在する学校法人。

## 概要
小学校・中学校・高等学校を併設した校舎は麻生区に、みどり幼稚園及び寺尾みどり幼稚園は多摩区に所在。
小学校の記事（項目）については「桐光学園小学校」を、中学校・高等学校の記事（項目）については「桐光学園中学校・高等学校」を参照。

## 設置している諸学校
- 桐光学園中学校・高等学校
- 桐光学園小学校
- 桐光学園寺尾みどり幼稚園
- 桐光学園みどり幼稚園

## 沿革
- 1965年4月 小塚光治（元川崎市立高等学校社会科教諭）が川崎みどり幼稚園を開設
- 1972年
  - 3月3日 学校法人桐光学園 認可
  - 4月 寺尾みどり幼稚園を開設
- 1977年12月15日 高等学校 第一期生入学
- 1978年4月1日 高等学校 設立認可
- 1980年 開校記念式典を挙行
- 1981年10月27日 中学校 設立認可
- 1982年4月1日 中学校第一期生入学
- 1985年4月1日 高等学校に理数科新設。川崎みどり幼稚園をみどり幼稚園と改名
- 1991年4月1日 中学校・高等学校に女子部設置
- 1996年4月1日 桐光学園小学校 開校
- 1998年 20周年記念館竣工
- 1998年5月 開校20周年記念式典を挙行
- 2001年 土曜講習制度開始
- 2003年 高等学校新コース制度開始
- 2007年4月 高等学校必履修科目未履修問題での未履修発覚に伴い、新カリキュラム開始
- 2008年5月 開校30周年記念式典を挙行
- 2018年5月 開校40周年記念式典を挙行

## 学園へのアクセス
- 小田急多摩線栗平駅 徒歩15分。
- 京王相模原線若葉台駅発小田急多摩線黒川駅経由のスクールバスを運行。運賃は回数券10枚/1500円（税込）しかし、スクールバスは人員が確保できないなどの理由で2024年度をもって廃止が決定している。